# Federazione calcistica della Costa Rica
La Federazione calcistica della Costa Rica, ufficialmente Federación Costarricense de Fútbol (FEDEFUTBOL), è l'organo amministrativo del calcio in Costa Rica.
La Costa Rica ufficializzò la sua entrata nella FIFA nell'anno 1927.
Attualmente sei leghe conformano la Federación Costarricense de Fútbol: UNAFUT (Primera División), LIFUSE (Segunda División o Liga de Ascenso), ANAFA (Fútbol Aficionado), LIFUTSAL (Liga Premier di calcio a 5), ADEFUPLA (Fútbol Playa) y ADELIFFE (Fútbol Femenino).